# Kap Folger
Kap Folger ist ein vereistes Kap an der Budd-Küste im ostantarktischen Wilkesland. Es bildet die Ostseite der Einfahrt zur Vincennes Bay.
Die Lage des Kaps fällt zusammen mit dem westlichen Ende des 1840 im Kartenmaterial der United States Exploring Expedition (1838–1842) unter Charles Wilkes als Budds’s High Land eingetragenen Küstenabschnitts. Das Kap wurde mittels Luftaufnahmen der United States Navy bei der Operation Highjump (1946–1947) kartiert. Das Advisory Committee on Antarctic Names benannte das Kap 1955 nach Commander Edward Clinton Folger Jr. (1907–1987), Leiter der astronomischen Kontrollstationen im Südwesten der Vincennes Bay bei der Operation Windmill (1947–1948).